# Lyne Chardonnet
Lyne Catherine Jeanne Chardonnet, född 5 maj 1943 i Paris, död 11 december 1980 i Enghien-les-Bains, Île-de-France, var en fransk skådespelerska.

## Roller i urval
- 1966 – Kriget är slut
- 1968 – Den tatuerade legionären
- 1968 – Mayerlingdramat
- 1968 – Å ett sånt härligt sex
- 1969 – Min onkel Benjamin
- 1971 – Kärlekens rum
- 1976 – Le Jouet
- 1981 – Chanel Solitaire